# Adolf z Cambridge
Adolf z Cambridge (Adolf Frederik; 24. února 1774, Londýn – 8. července 1850, Piccadilly) byl desátým dítětem a sedmým synem britského krále Jiřího III. a jeho manželky Šarloty Meklenbursko-Střelické. Od roku 1801 byl nositelem titulu vévody z Cambridge. Také sloužil jako místokrál Hannoveru ve jménu svých bratrů Jiřího IV. a Viléma IV. Jeho vnučka Marie z Tecku, dcera Marie Adelaidy, byla manželkou krále Jiřího V. a babičkou britské královny Alžběty II.

## Dětství
Princ Adolf se narodil v únoru 1774 v Buckingham House v Londýně jako nejmladší syn krále a královny, který se dožil dospělosti.
24. března 1774 byl princ pokřtěn v St James's Palace Frederickem Cornwallisem, Arcibiskupem canterburským. Jeho kmotry byli princ Jan Adolf Sasko-Gothajsko-Altenburský (jeho prastrýc zastoupený hrabětem z Hertfordu), lankrabě Karel Hesensko-Kasselský (otcův bratranec zastoupený hrabětem z Jersey) a princezna Vilemína Oranžská (manželka otcova bratrance zastoupená Elizabeth Howardovou, hraběnkou vdovou z Effinghamu, bývalou členkou domácnosti královny Šarloty).
Učil se doma, dokud nebyl v roce 1786 s bratry Arnoštem a Augustem poslán na německou univerzitu Georga Augusta v Göttingenu.

## Vojenská kariéra
V letech 1789 až 1803 byl čestným vrchním plukovníkem hannoverského strážního pěšího pluku, jeho vojenský výcvik však započal v roce 1791, kdy s bratrem Arnoštem začal v Hannoveru studovat pod dohledem hannoverského velitele, polního maršála Wilhelma von Freytag. Během období flanderského tažení zůstal ve Freytagově štábu. Jeho první akce proběhla ve Famars 23. května. V bitvě u Hondshoote byl 6. září zraněn a zajat, byl však rychle zachráněn. Jako hannoverský generálmajor vedl v září 1794 hesenskou brigádu pod svým strýcem, generálem Johannem Ludwigem, během ústupu Holandskem pak velel hannoverským gardám. Zůstal v Německu a od 22. října 1796 do 12. ledna 1798 velel pozorovacímu sboru. V roce 1794 byl jmenován plukovníkem britské armády a 24. srpna 1798 generálporučíkem. V roce 1800 – zatímco byl v Hannoverském kurfiřtství – se zúčastnil založení vesnice, která byla pojmenována po něm: Adolphsdorf.
Během války druhé koalice proti Francii (1799–1802), odcestoval v roce 1801 do Berlína, aby zabránil hrozící pruské okupaci kurfiřtství. Francie to požadovala, jak bylo stanoveno v Basilejském míru (1795), jež Prusko zavazovalo k zajištění neutrality Svaté říše římské na všech jejích územích severně od demarkační linie u řeky Mohan, včetně Hannoveru. Stálým hannoverským jednotkám proto bylo přikázáno, aby se připojily k mnohostranné, takzvané "demarkační armádě". Adolfovo úsilí bylo marné. V roce 1803 byl vyšším velitelem armády a 1. června nahradil svého strýce Wallmodena jako velitele na Vezeře. S postupujícími francouzskými silami na jedné straně a 24 000 pruskými vojáky na straně druhé byla situace beznadějná. Adolf se odmítl zapojit do diskusí o kapitulaci, předal své velení Hammersteinovi a stáhl se do Anglie. Plán na nábor dalších vojáků v Hannoveru, kterému velel princ, také selhal.
V roce 1803 byl jmenován vrchním velitelem nově založené královy německé legie a v roce 1813 se stal polním maršálem. 2. června 1776 mu král udělil podvazkový řád a 24. listopadu 1801 jej jmenoval vévodou z Cambridge, hrabětem z Tipperary a baronem Cullodenem.
Od září 1805 sloužil jako vrchní plukovník pluku Coldstream Regiment of Foot Guards a od ledna 1824 jako vrchní plukovník 60. pěšího pluku. Po rozpadu Napoleonovy říše byl od 4. listopadu 1813 do 24. října 1816 vojenským guvernérem Hannoveru, poté od 24. října 1816 do 20. června 1837 generálním guvernérem Hannoveru (od 22. února 1831 místokrálem). 26. listopadu 1813 se stal polním maršálem. Jako místokrál se vévoda stal patronem Cambridge-Dragoner (cambridgeských dragounů), pluku hannoverské armády. Pluk byl umístěn v Celle a jejich kasárny byly do roku 1995 užívány Bundeswehrem.

## Manželství a potomci
Po smrti princezny Šarloty v roce 1817 dostal vévoda za úkol najít manželku pro svého nejstaršího svobodného bratra, vévodu z Clarence (pozdějšího krále Viléma IV.), v naději, že zplodí dědice trůnu – Šarlota byla totiž jediným legitimním vnoučetem krále Jiřího III., navzdory skutečnosti, že král měl dvanáct přeživších dětí. Po několika chybných začátcích se vévoda z Clarence oženil s Adelheid Sasko-Meiningenskou. Teď byla uvolněna cesta k tomu, aby si vévoda z Cambridge našel manželku pro sebe.
Vévoda z Cambridge se oženil 7. května v Kasselu a poté 1. června 1818 v Buckinghamském paláci se svou o dvacet tři let mladší vzdálenou sestřenicí Augustou, nejmladší dcerou prince Fridricha Hesensko-Kasselského. Za třicet dva let manželství se jim narodily tři děti:
- Jiří z Cambridge (26. března 1819 – 17. března 1904)
- Augusta z Cambridge (22. července 1822 – 4. prosince 1916)
- Marie Adelaida z Cambridge (27. listopadu 1833 – 27. října 1897)

## Místokrál
V letech 1816 až 1837 sloužil Adolf jako místokrál Hannoverského království ve jménu svých bratrů Jiřího IV. a Viléma IV. Když se jeho neteř stala 20. června 1837 panovnicí jako královna Viktorie, 123 let trvající spojení Velké Británie a Hannoveru skončilo, protože v Hannoveru platilo Salické právo. Králem Hannoveru se stal jeho starší bratr Arnošt a Cambridge se vrátil do Británie.

## Úmrtí
Vévoda z Cambridge zemřel 8. července 1850 v Cambridge House v Piccadilly v Londýně a byl pochován v kostele svaté Anny v Kew. Jeho ostatky byly později přeneseny do kaple svatého Jiří na hradě Windsor. Dědicem jeho titulů se stal jeho jediný syn, princ Jiří.

## Tituly, oslovení, vyznamenání a erb

Erb prince Adolfa, vévody Cambridge, který užíval od roku 1801.

### Tituly a oslovení
- 24. února 1774 – 24. listopadu 1801: Jeho královská Výsost princ Adolf
- 24. listopadu 1801 – 8. července 1850: Jeho královská Výsost vévoda z Cambridge

V roce jeho úmrtí, 1850, zněl jeho celý titul polní maršál Jeho královská Výsost princ Adolf Frederik, vévoda z Cambridge, hrabě z Tipperary, baron Culloden, rytíř nejušlechtilejšího podvazkového řádu, člen soukroé rady Jejího Veličenstva, rytíř velkokříže nejčestnějšího vojenského řádu lázně, rytíř velkokříže nejvýznamnějšího řádu sv. Michala a sv. Jiří, rytíř velkokříže královského řádu Guelfů.

### Vyznamenání
- Podvazkový řád
- Řád lázně
- Řád sv. Michala a sv. Jiří
- Člen rady
- Řád Guelfů

#### Zahraniční
- Řád černé orlice (Pruské království)
- Řád sv. Ondřeje (Ruské impérium)
- Řád zlatého lva (Hesenské kurfiřtství)

## Erb
Vévodův erb byl královský znak Hannoverské dynastie s rozdílným tříbodovým štítem. První a třetí bod obsahoval dvě srdce a středový bod nesl červený kříž. Jeho erb si osvojila jeho nejmladší dcera, princezna Marie Adelaida, a její dědici jej zahrnovali do rozčtvrceným erbem vévody z Tecku.

## Vývod z předků
|                   |                                                |  |                                |                                                  |  |  |  |  |  |  |  | Jiří I. |
|                   |                                                |  |                                |                                                  |  |  |  |  |  |  |  |         |
|                   | Jiří II.                                       |  |                                |                                                  |  |  |  |  |  |  |  |         |
|                   |                                                |  |                                |                                                  |  |  |  |  |  |  |  |         |
|                   |                                                |  |                                | Žofie Dorotea z Celle                            |  |  |  |  |  |  |  |         |
|                   |                                                |  |                                |                                                  |  |  |  |  |  |  |  |         |
|                   | Frederik Ludvík Hannoverský                    |  |                                |                                                  |  |  |  |  |  |  |  |         |
|                   |                                                |  |                                |                                                  |  |  |  |  |  |  |  |         |
|                   |                                                |  |                                | Jan Fridrich Braniborsko-Ansbašský               |  |  |  |  |  |  |  |         |
|                   |                                                |  |                                |                                                  |  |  |  |  |  |  |  |         |
|                   | Karolina z Ansbachu                            |  |                                |                                                  |  |  |  |  |  |  |  |         |
|                   |                                                |  |                                |                                                  |  |  |  |  |  |  |  |         |
|                   |                                                |  |                                | Eleonora Sasko-Eisenašská                        |  |  |  |  |  |  |  |         |
|                   |                                                |  |                                |                                                  |  |  |  |  |  |  |  |         |
|                   | Jiří III.                                      |  |                                |                                                  |  |  |  |  |  |  |  |         |
|                   |                                                |  |                                |                                                  |  |  |  |  |  |  |  |         |
|                   |                                                |  |                                | Fridrich I. Sasko-Gothajsko-Altenburský          |  |  |  |  |  |  |  |         |
|                   |                                                |  |                                |                                                  |  |  |  |  |  |  |  |         |
|                   | Fridrich II. Sasko-Gothajsko-Altenburský       |  |                                |                                                  |  |  |  |  |  |  |  |         |
|                   |                                                |  |                                |                                                  |  |  |  |  |  |  |  |         |
|                   |                                                |  |                                | Magdaléna Sibyla Sasko-Weissenfelská             |  |  |  |  |  |  |  |         |
|                   |                                                |  |                                |                                                  |  |  |  |  |  |  |  |         |
|                   | Augusta Sasko-Gothajská                        |  |                                |                                                  |  |  |  |  |  |  |  |         |
|                   |                                                |  |                                |                                                  |  |  |  |  |  |  |  |         |
|                   |                                                |  |                                | Karel Anhaltsko-Zerbstský                        |  |  |  |  |  |  |  |         |
|                   |                                                |  |                                |                                                  |  |  |  |  |  |  |  |         |
|                   | Magdalena Augusta Anhaltsko-Zerbstská          |  |                                |                                                  |  |  |  |  |  |  |  |         |
|                   |                                                |  |                                |                                                  |  |  |  |  |  |  |  |         |
|                   |                                                |  |                                | Žofie Sibyla Sasko-Weissenfelská                 |  |  |  |  |  |  |  |         |
|                   |                                                |  |                                |                                                  |  |  |  |  |  |  |  |         |
| Adolf z Cambridge |                                                |  |                                |                                                  |  |  |  |  |  |  |  |         |
|                   |                                                |  |                                |                                                  |  |  |  |  |  |  |  |         |
|                   |                                                |  | Adolf Fridrich I. Meklenburský |                                                  |  |  |  |  |  |  |  |         |
|                   |                                                |  |                                |                                                  |  |  |  |  |  |  |  |         |
|                   | Adolf Fridrich II. Meklenbursko-Střelický      |  |                                |                                                  |  |  |  |  |  |  |  |         |
|                   |                                                |  |                                |                                                  |  |  |  |  |  |  |  |         |
|                   |                                                |  |                                | Marie Kateřina Brunšvicko-Dannenberská           |  |  |  |  |  |  |  |         |
|                   |                                                |  |                                |                                                  |  |  |  |  |  |  |  |         |
|                   | Karel Ludvík Fridrich Meklenbursko-Střelický   |  |                                |                                                  |  |  |  |  |  |  |  |         |
|                   |                                                |  |                                |                                                  |  |  |  |  |  |  |  |         |
|                   |                                                |  |                                | Kristián Vilém I. Schwarzbursko-Sondershausenský |  |  |  |  |  |  |  |         |
|                   |                                                |  |                                |                                                  |  |  |  |  |  |  |  |         |
|                   | Kristýna Emílie Schwarzbursko-Sondershausenská |  |                                |                                                  |  |  |  |  |  |  |  |         |
|                   |                                                |  |                                |                                                  |  |  |  |  |  |  |  |         |
|                   |                                                |  |                                | Antonie Sibyla z Barby-Mühlingenu                |  |  |  |  |  |  |  |         |
|                   |                                                |  |                                |                                                  |  |  |  |  |  |  |  |         |
|                   | Šarlota Meklenbursko-Střelická                 |  |                                |                                                  |  |  |  |  |  |  |  |         |
|                   |                                                |  |                                |                                                  |  |  |  |  |  |  |  |         |
|                   |                                                |  |                                | Arnošt Sasko-Hildburghausenský                   |  |  |  |  |  |  |  |         |
|                   |                                                |  |                                |                                                  |  |  |  |  |  |  |  |         |
|                   | Arnošt Fridrich I. Sasko-Hildburghausenský     |  |                                |                                                  |  |  |  |  |  |  |  |         |
|                   |                                                |  |                                |                                                  |  |  |  |  |  |  |  |         |
|                   |                                                |  |                                | Žofie Henrieta Waldecká                          |  |  |  |  |  |  |  |         |
|                   |                                                |  |                                |                                                  |  |  |  |  |  |  |  |         |
|                   | Alžběta Sasko-Hildburghausenská                |  |                                |                                                  |  |  |  |  |  |  |  |         |
|                   |                                                |  |                                |                                                  |  |  |  |  |  |  |  |         |
|                   |                                                |  |                                | Jiří Ludvík I. z Erbachu                         |  |  |  |  |  |  |  |         |
|                   |                                                |  |                                |                                                  |  |  |  |  |  |  |  |         |
|                   | Žofie Albertina z Erbachu                      |  |                                |                                                  |  |  |  |  |  |  |  |         |
|                   |                                                |  |                                |                                                  |  |  |  |  |  |  |  |         |
|                   |                                                |  |                                | Amálie Kateřina Waldecko-Eisenberská             |  |  |  |  |  |  |  |         |
|                   |                                                |  |                                |                                                  |  |  |  |  |  |  |  |         |